# Nathan Davis
Nathan Davis (1812-1882) va ser un viatger i arqueòleg afeccionat britànic, conegut per la seva activitat al jaciment de Cartago. Va publicar Cartago and her remains (1861).

## Origen
Els suggeriments que Davis era americà no són acceptats actualment. Va ser britànic, nascut a Londres amb origen jueu i més tard es va convertir al cristianisme.

## Activitat com a missioner
Prop de la trentena, Davis treballava per a la London Society for Promoting Christianity Among the Jews (LSPCJ). El seu lligam amb aquesta societat va acabar per menyscabar la seva reputació, segons Moses Margoliouth. Davis va donar suport a Margoliouth i a Alexander M'Caul en la seva aproximació a l'activitat missionera, en detriment de les visions alternatives de Charlotte Elizabeth Tonna i Stanislaus Hoga.
Davis va passar uns quants anys a l'Àfrica del Nord, a Tunis, com a missionari. De 1838 a 1843 va treballar-hi per la LSPCJ. Va viure primer a Douar el Chott prop de Tunis. A la seva Voice from North Africa (1844), Davis va atacar alguns britànics sota sospita de filo-semitisme, el que li va costar els seu càrrec a la LSPCJ.
El 1844 Davis va viatjar a Escòcia, i després va tornar a Tunis com a missioner per l'Església escocesa fins al 1848. Feia la seva feina amb escarni i va ofendre la comunitat jueva local, raó per la qual va ser transferit a Gibraltar el 1849 on va romandre un any abans de tornar a Londres.
El 1852 Davis, treballant encara per l'Església d'Escòcia com a missioner amb els jueus de Londres, va editar la Revista cristiana hebrea. Esdevingué un membre inconformista del clergat cristià.

## Feina pel British Museum

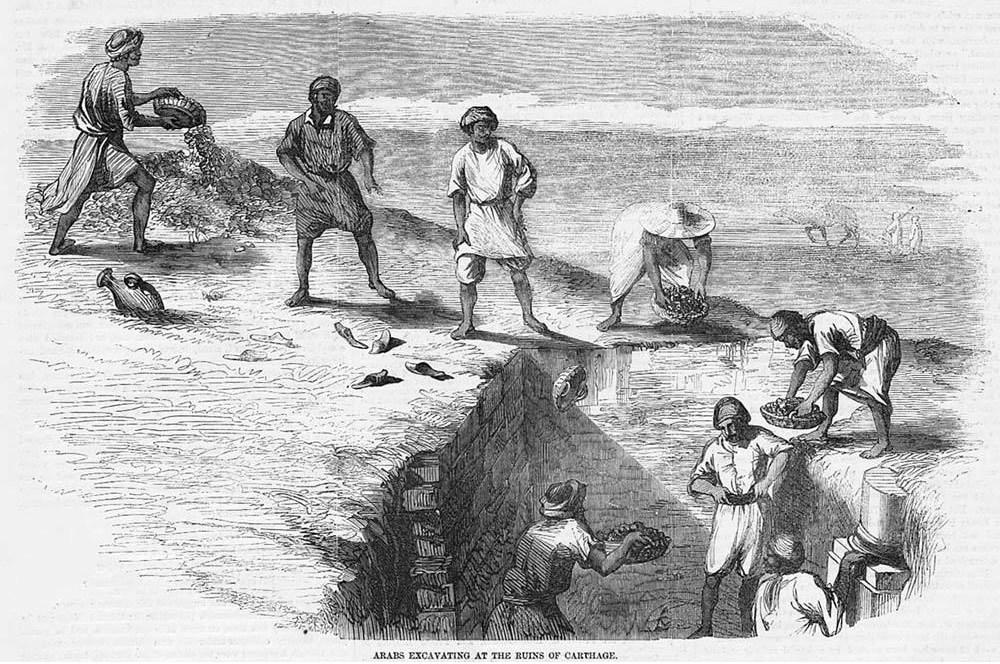
Excavacions a Cartago portades a terme per Nathan Davis. Gravat de 1858 al Illustrated London News

De 1856 a 1858 Davis va ser contractat pel Museu Britànic per tal de fer excavacions a Cartago i Utica. Quan Jane Franklin va anar a veure la família Davis el 1858, vivien a Gammarth. Van coïncidir aleshores amb Gustave Flaubert.
Amb el suport d'Anthony Panizzi, Davis fou finançat per la British Foreign Office per les seves excavacions, un fet inusual. El cònsol danès Christian Tuxen Falbe, i el britànic Thomas Reade ja havien excavat a Cartago. El 1857 ja van arribar al museu caixes d'en Davis; n'hi hi havia cinquanta una el 1858, i en van arribar més el 1860.
Entre les descobertes antigues més importants hi havia paviments musius romans i inscripcions púniques. Augustus Wollaston Franks va escriure sobre aquestes troballes cap al 1859. Amb les inscripcions hi va treballar William Sandys Wright Vaux amb Emanuel Oscar Menahem Deutsch i van publicar el llibre Inscriptions in the Phoenician Character (1863) on presentaven traduccions en llatí i transcripcions en alfabet hebreu.

## Darrers anys
Poc abans de morir Davis va tornar a visitar Tunis. Va morir a Florència el 6 de gener de 1882 de congestió pulmonar.

## Posteritat
El seu Ruined Cities within Numidian and Carthaginian Territories va ser jutjat pel Theodor Mommsen com un treball pèssim sobre l'arqueologia i l'epigrafia llatina de l'Àfrica del Nord.

## Obres
Davis va escriure:
- Tunis, or Selections from a Journal during a Residence in that Regency, Malta, 1841.
- A Voice from North Africa, or a Narrative illustrative of the … Manners of the Inhabitants of that Part of the World, Edinburgh [1844?]; another ed., dated 1844, Edinburg.
- Israel's true Emancipator, two letters to Nathan Marcus Adler, London, 1852. Under the pseudonym "E. H. C. M." (i.e. Editor of the Hebrew Christian Magazine).[16]
- Amb Benjamin Davidson, Arabic Reading Lessons, Londres [1854].
- Evenings in my Tent, or Wanderings in Balad, Ejjareed, illustrating the … Conditions of various Arab Tribes of the African Sahara, 2 vols., Londres, 1854.
- Carthage and her Remains, Londres, 1861.
- Ruined Cities within Numidian and Carthaginian Territories, Londres, 1862.